# George Clinton Pelham
Sir George Clinton Pelham KCMG, KBE (* 1898; † 1984) war ein britischer Diplomat.
Pelham trat 1920 in den Auswärtigen Dienst und wurde ab 1923 im Konsulardienst in China eingesetzt. Von Oktober 1933 bis August 1942 war er an der Botschaft in China beschäftigt. 1943 war er geschäftsführender Generalkonsul in Madagaskar, 1945 Botschaftsrat erster Klasse in der Handelsabteilung in Bagdad. 1948 wurde er an der Botschaft in Madrid beschäftigt. Von 1951 bis 1955 war er Botschafter in Riad, Saudi-Arabien. Von 1955 bis 1957 war er Botschafter in Prag.